# Heinz Tiessen
Heinz Richard Gustav Heinrich Tiessen  (né le 10 avril 1887 à Königsberg – décédé le 29 novembre 1971 à Berlin-Ouest) est un compositeur, chef d'orchestre et pédagogue allemand.

## Biographie
Tiessen était le fils d'un juge assesseur et a passé son enfance à Bartenstein. Il a étudié à Königsberg avec le compositeur Erwin Kroll. À la demande de son père, il a envisagé une carrière d'avocat. Il est allé à Berlin en 1905 et s'est inscrit à l'Université Humboldt. Après un semestre, il a bifurqué vers des études de philosophie et est devenu un admirateur de Georg Simmel. Il est aussi entré au Conservatoire Stern, où il a étudié la composition avec Philipp Rufer, la théorie avec Wilhelm Klatte et la direction avec Arno Kleffel.
En 1913 et 1914, les deux symphonies de Tiessen ont été créées avec succès. Il s'est consacré à partir de cette date à la musique. Richard Strauss a été l'une des personnes qui l'ont soutenu et encouragé. En 1917, Strauss lui a trouvé un travail comme un répétiteur au Staatsoper Unter den Linden. En outre, Tiessen a travaillé comme critique musical à l'« Allgemeine Musikzeitung » de 1911 à 1917. De 1918 à 1921, il a travaillé comme chef d'orchestre au théâtre de la Freie Volksbühne. Il a également travaillé en 1920-1922 comme chef de l'« Akademischen Orchester-Vereinigung » au sein de l'Université. À partir de 1921, Tiessen est devenu membre du Novembergruppe formé par des intellectuels de gauche. Plus tard, il a été membre fondateur de la section allemande de la Société internationale pour la musique contemporaine. Au sommet de sa gloire, il a été nommé professeur de composition à l'Académie de musique de Berlin en 1925.
Au moment de l'arrivée du nazisme, Tiessen a travaillé avec les chœurs des travailleurs socialistes. Tiessen a pu exercer ses activités d'enseignement après 1933 et jusqu'en 1945, mais ses œuvres ont été considérées après la prise de pouvoir d'Adolf Hitler comme indésirables et ont disparu du répertoire. Pendant ces années, le travail de composition de Tiessen s'est pratiquement interrompu. Tiessen a été censeur pour le Ministère du Reich à l'Éducation du peuple et à la Propagande.
Après la Seconde Guerre mondiale, Tiessen a dirigé de 1946 à 1949 le Conservatoire Municipal (anciennement de Stern) et en 1949-1955 a occupé le poste de professeur de composition et de théorie à l'Académie de musique de Berlin, avant de se retirer de la vie publique et de se remettre à composer. Cependant, il ne pouvait retrouver le rythme de composition de ses premières années. Ses œuvres ont cessé d'être jouées à cause de l'attitude des nazis et n'ont plus été reprises, alors que seuls quelques artistes ont continué à défendre cet auteur. Heinz Tiessen est décédé en 1971 après une longue maladie. Il était devenu un compositeur presque oublié. C'est seulement vers la fin du XXe siècle que s'est éveillé un nouvel intérêt pour sa musique.
Tiessen a épousé en 1944 en secondes noces la pianiste Anneliese Schier.
Parmi ses plus célèbres élèves, on trouve Eduard Erdmann, Josef Tal, Erik Bergman et Sergiu Celibidache.
Tout au long de sa vie, le compositeur a nourri une passion pour le chant des oiseaux, en particulier les merles. Il a commencé à faire une recherche systématique pour recueillir ces chants. Tiessen a résumé son expérience dans le livre paru en 1953 Music of Nature. Déjà en 1915, il avait traité dans son Septuor op. 20, les différents appels du merle, ce qui a fait de lui à cet égard, un précurseur d'Olivier Messiaen.
Tiessen a composé deux symphonies, et de la musique de scène pour un certain nombre de pièces de théâtre, de la musique pour orchestre à cordes, une Totentanz-Suite pour petit orchestre, de la musique de chambre, des pièces pour piano et orgue, des lieder, et de la musique chorale. La musique de Richard Strauss, qui en 1917 avait aidé Tiessen à obtenir un emploi à l'Opéra d'État de Berlin, a influencé une grande partie de ses premières œuvres: la Première Symphonie est dédiée à Strauss. À partir de 1918, son langage musical s'est tourné vers une forme personnelle de l'expressionnisme, grâce auquel ses nombreuses musiques de scène ont pu évoluer vers une forme au style libre très spectaculaire.

## Honneurs
- 1953 : Ordre du Mérite de la République fédérale d'Allemagne
- 1969 : Kulturpreis der Landsmannschaft Ostpreußen

## Œuvres (sélection)

### Piano ou orgue
- Natur-Trilogie (Auf dem Gipfel der toten Düne – Am Kurischen Haff – Nacht am Meer) pour piano op. 18 (1913)
- 3 Klavierstücke op. 31 (1923)
- 6 Klavierstücke op. 37 (1929)
- Passacaglia und Fuge, pour orgue op. 46 (1939)

### Musique de chambre
- Amsel-Septett pour flûte, clarinette, cor, 2 violons, alto et violoncelle en sol majeur op. 20 (1915)
- Quintette à cordes op. 32 (1920)
- Duo-Sonate pour violon et piano op. 35 (1925)
- Musik für Viola mit Orgel op. 59 (1964)

### Musique d'orchestre
- "Eine Ibsenfeier" op. 7, poème symphonique (1909)
- Symphonie no 1 en do majeur op. 15 (1911)
- Symphonie no 2 en fa mineur op. 17 "Stirb und Werde!" (1912)
- "Totentanz-Suite" op. 29 pour violon et orchestre (1921)
- "Hamlet-Suite" op. 30 (1921, d'après la musique pour "Hamlet")
- "Vorspiel zu einem Revolutionsdrama" op. 33 (1926, d'après la musique pour "Masse Mensch")
- Konzertante Variationen für Klavier und Orchester op. 60 (1961)

### Musique vocale
- "Ein Frühlings-Mysterium", cantate pour chœur op. 36
- "Aufmarsch", cantate pour chœur, orchestre de cuivres et récitant op. 40 (1931)
- "Die Amsel", Rhapsodie lyrique pour soprano et orchestre op. 63 (d'après Max Dauthendey)
- Lieder für Singstimme und Klavier

### Musique de scène
- Musique de scène pour "Merlin" de Carl Leberecht Immermann
- Musique de scène pour "Die armseligen Besenbinder" de Carl Hauptmann
- Musique de scène pour "Das Postamt" de Rabindranath Tagore
- Musique de scène pour "Antigone" de Sophocle
- Musique de scène pour "Masse Mensch" den Ernst Toller
- Musique de scène pour "Hamlet" de William Shakespeare
- Musique de scène pour "Cymbeline" de Shakespeare
- Musique de scène pour "Advent" d'August Strindberg
- Musique de scène pour "Der Sturm" de Shakespeare
- Musique de scène pour "Abenteuer in Moll de Hanns Braun (1924)
- "Salambo", Tanzdrama in drei Bildern de Lucie Kieselhausen, librement adapté de Gustave Flaubert op. 34 (1923, créé à Duisbourg 1929)
- Musique de scène pour "Don Juan und Faust" de Christian Dietrich Grabbe (1925)
- Musique de scène pour "Musik" de Carl Hauptmann (1934)

### Écrits
- Zur Geschichte der jüngsten Musik (1928)
- Musik der Natur - Über den Gesang der Vögel, insbesondere über Tonsprache und Form des Amselgesanges (1953)
- Weg eines Komponisten (autobiographie). Akademie der Künste / Gebr. Mann Verlag, Berlin 1962.
- divers articles, par ex.: Chormusik für Arbeiter, in: Die Kunstgemeinde. Mitteilungsblatt der Kunstgemeinde des Bezirks Kreuzberg., 6. Jg. Nr. 2, Februar 1930, S.13-14.
- et: Die Tonkunst im Rahmen der Schauspielbühne, in: Volksbühne. Zeitschrift für sociale Kunstpflege, Jg. 2 1921/22, H. 2, S. 60-62.